# Maytenus horrida
Maytenus horrida är en benvedsväxtart som beskrevs av Reiss. Maytenus horrida ingår i släktet Maytenus och familjen Celastraceae. Inga underarter finns listade.